# Славгородское (Белгородская область)
Славгородское — село в Алексеевском районе (городском округе, с 2018) Белгородской области, входит в состав Алейниковского сельского поселения.

## Описание
Расположено в восточной части области, в 21 км к юго-востоку от районного центра, города Алексеевки.
| 1859 | 1897 | 2002 | 2010 |
| ---- | ---- | ---- | ---- |
| 1122 | ↘893 | ↘309 | ↘276 |

Улицы и переулки
| - ул. Дальняя - ул. Дачная - ул. Интернациональная - ул. Лесная - ул. Подгорная | - ул. Хуторская - ул. Широкая - ул. Школьная |

## История
В 1859 году в Бирюченском уезде - большой «хутор владельческий Славгородский при урочище Овчаренковом лесе» - 148 дворов, 1122 жителя (570 муж., 552 жен.).
Упоминается в Памятной книжке Воронежской губернии за 1887 год как "хуторъ Славгородскій" Алейниковской волости Бирюченского уезда. Число жителей обоего пола — 1247, число дворов — 152.
С июля 1928 г. хут. Славгородский в Алексеевском районе; на 1 января 1932 г. в нем - 853 жителя... В 1950-е гг. хут. С. в составе Алейниковского сельсовета, в начале 1970-х уже село Славгородское в том же сельсовете Алексеевского р-на.